# Michael Thorén
Per Bertil Michael Thorén, född den 23 november 1962, är en svensk före detta triathlet som var elitaktiv fram till 1997. 

## Idrottskarriär
Thorén tävlade för Motala Triathlon Club under sin aktiva karriär, och vann SM på både olympisk distans och medeldistans. Han tog det första SM-tecknet i triathlon och fick en 12:plats i den första internationella mästerskapstävlingen på Ironmandistansen, ett öppet Europamästerskap i Säter 1986 på karriärens bästa Ironmantid 9:16:11. Han genomförde fem Ironman därav tre på Hawaii 1985–1987.

### Doping
Thorén testades under 1988 positiv för doping med det efedrinliknande ämnet fenylpropanolamin, som ökar frisättningen av noradrenalin från nervändarna och verkar direkt stimulerande på såväl alfa- som betareceptorer i nervsystemet. Fenylpropanolamin är ett i övrigt lagligt ämne som förekommer allmänt i medicinska produkter och det finns därför en risk för "misstagsdopning". Dopningsbrott med sådana preparat kan resultera i ett reducerat straff, oftast sex månader, om idrottaren kan påvisa att det är troligt att dopningen var oavsiktlig. Då Thoréns fall upptäcktes var säsongen slut och en kort avstängning hade därför varit utan praktisk betydelse. Han gjorde det även troligt att han fått i sig fenylpropanolamin vid intag av medicinen Rinexin mot allergi och slapp därför undan med en varning. Det fick inte heller några konsekvenser för erkännandet av de resultat han uppnådde säsongen 1988, bland annat SM-guldet på olympisk distans, som han vann på den tävlingen i Växjö där han testades positiv.

## Efter den aktiva karriären
Thorén har varit både förbundskapten och ordförande för Svenska Triathlonförbundet. Han har varit ordförande i Motala Triathlon Club under en lång period. Han fanns också i Vätternrundans styrgrupp i sju år. 
Han tog 2010 tjänstledigt från sin rektorstjänst på Motala Rikstriathongymnasium vid Platengymnasiet för att på heltid jobba med En svensk klassiker. 1 januari 2011 tillträdde han som arbetande styrelseordförande i En svensk klassiker, och hade marknadsansvaret för tävlingen. 
Thorén har under flera år kommenterat triathlon i SVT, TV4 och Eurosport.

## Familj
Michael Thorén är gift med före detta triathleten Ann-Charlotte Thorén och far till Annie Thorén och sönerna Robin och Mike som också är elittriathleter/långdistanssimmare.

### Webbkällor
- Svenska Triathlonförbundet
- Kommenterar triathlon - OS | SVT.se
- Michael Thorén lämnar Triathlongymnasiet